# Georgi Bergwall
Georgi Bergwall, född 10 april 1905 i Nizjnij Tagil, Ryssland, död 13 februari 1981, var en svensk bergmästare. Han var son till bergsingenjör Rustan Bergwall och Xenia Postuljakova.
Efter studentexamen i Falun 1923 utexaminerades Bergwall från Kungliga Tekniska högskolan 1928. Han blev gruvingenjör vid AB Zinkgruvor 1930, vid Orijärvi gruva i Finland 1936, blev statens gruvingenjör i norra distriktet 1938, bergmästare där 1942 (t.f. 1940) och i västra distriktet 1945–72. Han var ledamot av 1938 års arbetarskyddskommitté och av Jernkontorets gruvbyrås kommitté för olycksfallsstatistik 1946.
Han var riddare av Vasaorden.